# Miha Kline
Miha Kline, slovenski nogometaš, * 26. marec 1980, Ljubljana.
Kline je nekdanji profesionalni nogometaš, ki je igral na položaju vezista. V svoji karieri je igral za slovenske klube Ljubljana, Dravograd, Domžale in ob koncu Svoboda, ruski Šinik Jaroslavelj, latvijski Dinaburg Daugavpils in grško Verio. Skupno je v prvi slovenski ligi odigral 91 tekem in dosegel osem golov. Leta 2006 je odigral eno tekmo za slovensko reprezentanco B.